# ماتيو كاراباخال
ماتيو كاراباخال (بالإسبانية: Mateo Carabajal)‏ هو لاعب كرة قدم أرجنتيني في مركز الدفاع، ولد في 21 فبراير 1997 في Pehuajó ‏ في الأرجنتين. لعب مع أرسنال ساراندي.

## وصلات خارجية
- ماتيو كاراباخال على موقع قاعدة بيانات كرة القدم.إي يو (الإنجليزية)
- ماتيو كاراباخال على موقع Soccerway.com (الإنجليزية)